# Dicranomyia (Dicranomyia) subandina
Dicranomyia (Dicranomyia) subandina is een tweevleugelige uit de familie steltmuggen (Limoniidae). De soort komt voor in het Neotropisch gebied.